# Torymus apiomyiae
Torymus apiomyiae is een vliesvleugelig insect uit de familie Torymidae. De wetenschappelijke naam is voor het eerst geldig gepubliceerd in 1986 door Boucek & Mihajlovic.